# Dalila Carmo
Dalila Carmo e Sousa Amorim, más conocida como Delilah Carmo (Vila Nova de Gaia, 24 de agosto de 1974), es una actriz portuguesa. En 2013 fue ganadora de Premios Sophia como mejor actriz principal.

## Filmografía

### Televisión
- Participación en la série francesa Baldi, FR2 1997
- Protagonista, Maria Ramos en Diário de Maria, RTP 1998
- Elenco principal, Rita en Todo o Tempo do Mundo, TVI, 1999
- Elenco principal, São T. da Silva en Jardins Proibidos, TVI, 2000
- Protagonista, Marta Barquinho en Filha do Mar, TVI, 2001
- Elenco principal, Clara Adulta en Cavaleiros De Água Doce (2001)
- Elenco principal, Paula Domingos en A Jóia de África, TVI, 2002
- Elenco principal, Madalena Soares en Morangos com Açúcar (1ª temporada), TVI, 2003/2004
- Elenco Secundário, Madalena Soares en Morangos com Açúcar (2ª temporada), TVI, 2004/2005
- Participação, Vera en Inspector Max (1 episódio, 2004)
- Elenco principal, Júlia Gaspar dos Santos en  Ninguém como Tu, TVI, 2005
- Elenco principal, Bárbara Gomes en Tempo de Viver, TVI, 2006
- Protagonista, Catarina en Memória de Água, TVI, 2007
- Coprotagonista, Catarina Alves en A Outra, TVI, 2008
- Elenco principal, Teresa en Casos da Vida, TVI, 2008
- Elenco principal, Matilde Albuquerque em Equador, TVI, 2008
- Protagonista, "Ana" em (Dias felizes), TVI, 2010
- Elenco principal, Sofia Almeida  en Sedução, TVI, 2010/2011
- Protagonista, "Florbela Espanca" en "Florbela", 2012
- Protagonista "Florbela Espanca" en Perdidamente Florbela, RTP, 2012
- Protagonista "Alice Borges" en Sinais de Vida, RTP, 2012
- Florbela (Película), Premios Sophia Mejor actriz principal, 2013
- Protagonista "Rita Macieira" en Beijo do Escorpião, TVI, 2014
- 2016: A Impostora (Vitória Mendes/Verónica Mendes)
- 2017: Jacinta (Olímpia)
- 2018: Valor da Vida (Júlia Remédios)
- 2019: Na Corda Bamba (Lucia Lobo)

### Cine
- Quero-te Tanto!, de Vicente Alves do Ó (2018)
- Perdidos, de Sérgio Graciano (2017)
- A Mãe é que Sabe, de Nuno Rocha (2016)
- As Trapaceiras, de André Badalo (2014)
- A Mãe do Meu Filho, de Artur Ribeiro (2012)
- Florbela Espanca, de Vicente do Ó (2012)
- Quinze Pontos na Alma, de Vicente do Ó (2011)
- Quero ser uma Estrela, de José Carlos de Oliveira (2010)
- Historias de Alice, de Oswaldo Caldeira (2009)
- Memoria Da Agua, de José Martins   (2007)
- Os Meus Espelhos, de Rui Simões (2005)
- Getting Out, de Aaron Fishman (2002)
- Cavaleiros De Agua Doce, de Tiago Guedes ( 2001)
- Anjo Da Guarda, de Margarida Gil (1999)
- Trafico, de Joao Botelho (1998)
- Mountains Of Steel, de George Felner (1997)
- Deriva, de Paul Gant (1997)
- Casting De Virgens, Operários e Prostitutas, de João Pinto (1996)
- Do outro lado do Tejo, de João Pinto Nogueira (1996)
- Attends-moi, de François Luciani (1996)
- La leyenda de Balthasar el Castrado, de Juan Miñón (1996)
- The Incubator, de Jeanne Waltz (1995)
- Amor & Alquimia, de Fernando Fragata (1995)
- A Comédia De Deus, de Joao Cesar Monteiro (1995)
- Une Femme Au Soleil, de Véronique Aubouy (1994)
- Vale Abraão, de Manoel de Oliveira (1993)
- O Criado Ostrowsky, de Paulo Castro (1990)
- Lucia Afogada ( 2015 )

### Teatro
- Lúcia Afogada (2015)
- Look Back in Anger, enc. Martim Pedroso (2013)
- Peines D´Amour Perdues (2007) enc.  Emannuel Demarcy-Mota
- Vidas Publicadas ( 2006) enc. Marcia Haufrecht.
- Memória da Água (2006) enc. José Martin.
- Nós Depois Telefonamos (2002) enc. António Pires
- Os Pés no Arame (2000) enc. Isabel Abreu
- Artaud Estúdio (1997) enc. Paulo Filipe Monteiro
- Lição (1996) enc. Marcia Haufrecht
- Moliére (1993) enc. Joaquim Benite
- Restos (1994) enc. Joseph Szajna
- Filopópulus (1994) enc. Joaquim Benite
- Auto da Índia, de Gil Vicente (1993) enc. Antonio Pires.
- Let’s Make Opera (Teatro São Luiz, 1993) enc. Paulo Matos
- Queima de Judas (1991) coproducción con Teatro Art´Imagem y teatro O Bando
- Estive Quase Morto no Deserto, teatro Art´Imagem (1991/2)